# Unterstinkenbrunn
Unterstinkenbrunn là một thị xã thuộc huyện Mistelbach trong bang Niederösterreich.